# AJS

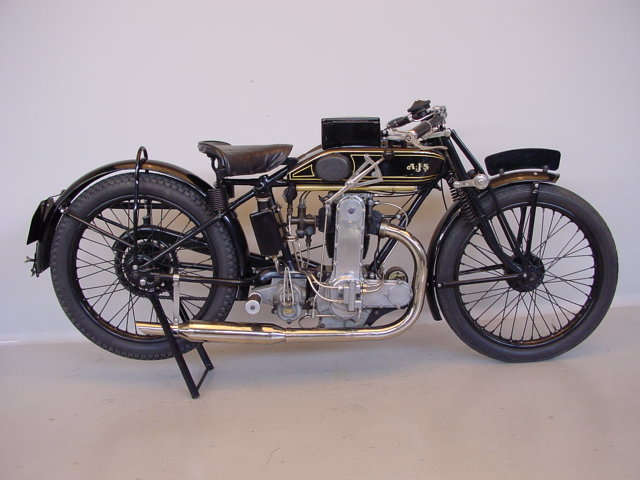
AJS K7 350 ccm (1928)

AJS byl anglický výrobce motocyklů se sídlem ve Wolverhamptonu.
Firma AJS – Albert John Stevens – byla rodinná firma zaregistrovaná v roce 1909 a stala se postupně jedním z pilířů britského motocyklového průmyslu. V roce 1922 firma zahájila výrobu prvního motocyklu s rozvodem OHV. Vrcholu dosáhla ve dvacátých a třicátých letech 20. století, kdy držela 117 světových motocyklových rekordů. V roce 1931 firmu koupila společnost bratří Collierů a v roce 1938 se sloučila s firmou Matchless. Značka AJS byla nadále používána na čtyřdobých motocyklech do roku 1969 a později i na dvoudobých terénních motocyklech a malosériových chopperech a cruiserech.